# Hypodesis sericea
Hypodesis sericea là một loài bọ cánh cứng trong họ Elateridae. Loài này được Latreille miêu tả khoa học năm 1834.